# Farewell Angelina
«Farewell Angelina» es una canción del músico estadounidense Bob Dylan. La canción, compuesta a mediados de la década de 1960, fue grabada durante las sesiones de Bringing It All Back Home pero no fue incluida finalmente en el álbum. Ha sido versionada por artistas como Joan Baez.

## Historia
Compuesta a mediados de la década de 1960, la canción fue en un principio grabada para su posible inclusión en Another Side of Bob Dylan y nuevamente en Bringing It All Back Home, pero fue archivada. Durante la primera sesión de Bringing It All Back Home, Dylan intentó grabar la canción solo una vez, pero volvió a abandonar cualquier intento de volver a grabarla. La grabación original de «Farewell Angelina» fue finalmente publicada en el recopilatorio The Bootleg Series Volumes 1–3 (Rare & Unreleased) 1961–1991 en marzo de 1991.

## Versiones
Joan Baez incluyó una versión de «Farewell Angelina» en el álbum Farewell Angelina. En el Reino Unido, la canción fue publicada de forma simultánea como sencillo. La versión de Baez, aunque solo alrededor de la mitad de la grabación de Dylan, es similar en estructura y mostró su alejamiento de la música folk con el uso de acompañamiento de cuerdas.
En años más recientes, «Farewell Angelina» ha seguido siendo una parte continua de los conciertos de Baez, siendo grabado en dos ocasiones para álbumes en directo durante la década de 1980. La canción también fue grabada por  New Riders of the Purple Sage, John Mellencamp, Tim O'Brien y Show of Hands, entre otros. Sendas versiones en alemán y francés también fueron grabadas por Nana Mouskouri. Jeff Buckley también realizó una versión acústica de la canción a principios de 1990. La banda Wake the Dead la grabaron en su tercer álbum, Blue Light Cheap Hotel.
En 1968 el grupo español "los Payos" realizó una versión, "rumbeada", que se oyó mucho en España. Fue la cara A de un single que tenía "La gorda" como cara B